# Slatiny
Slatiny (en allemand : Sbiersch) est une commune du district de Jičín, dans la région de Hradec Králové, en République tchèque. Sa population s'élevait à 554 habitants en 2022.

## Géographie
Slatiny se trouve à 6 km au nord-ouest de Vysoké Veselí, à 8 km au sud-sud-est de Jičín, à 37 km à l'ouest-nord-ouest de Hradec Králové et à 75 km à l’est-nord-est de Prague.
La commune est limitée par Vitiněves et Tuř au nord, par Butoves, Vrbice et Žeretice à l'est, par Volanice et Češov au sud, et par Jičíněves et Nemyčeves à l'ouest.

## Histoire
La première mention écrite de la localité date de 1357.

## Galerie

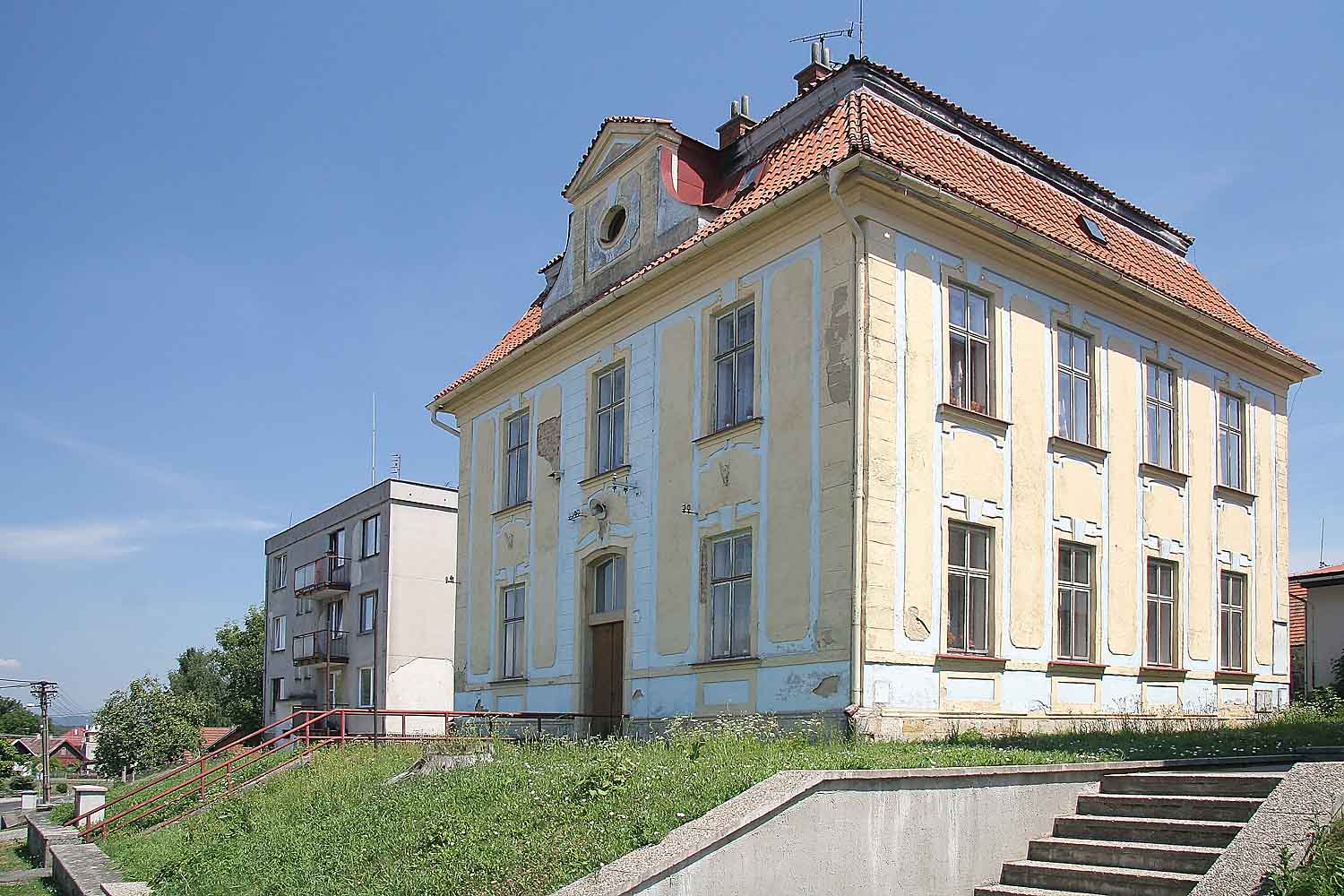
Slatiny : ancien presbytère.
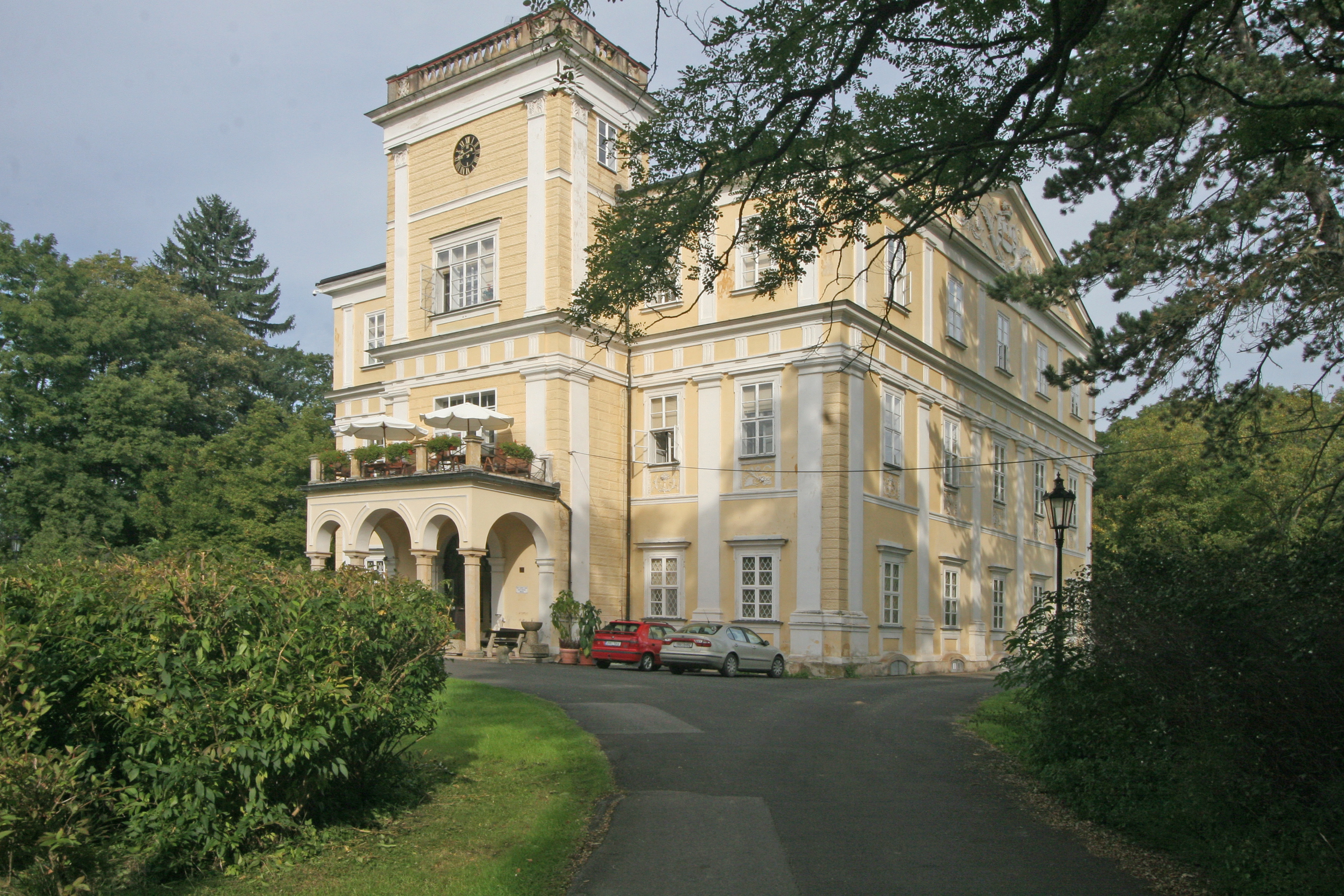
Château de Milíčeves.

## Transports
Par la route, Slatiny se trouve à 10 km de Jičín, à 46 km de Hradec Králové et à 96 km de Prague. 

## Administration
La commune se compose de deux sections :
- Slatiny
- Milíčeves